# Wehrkreis IX

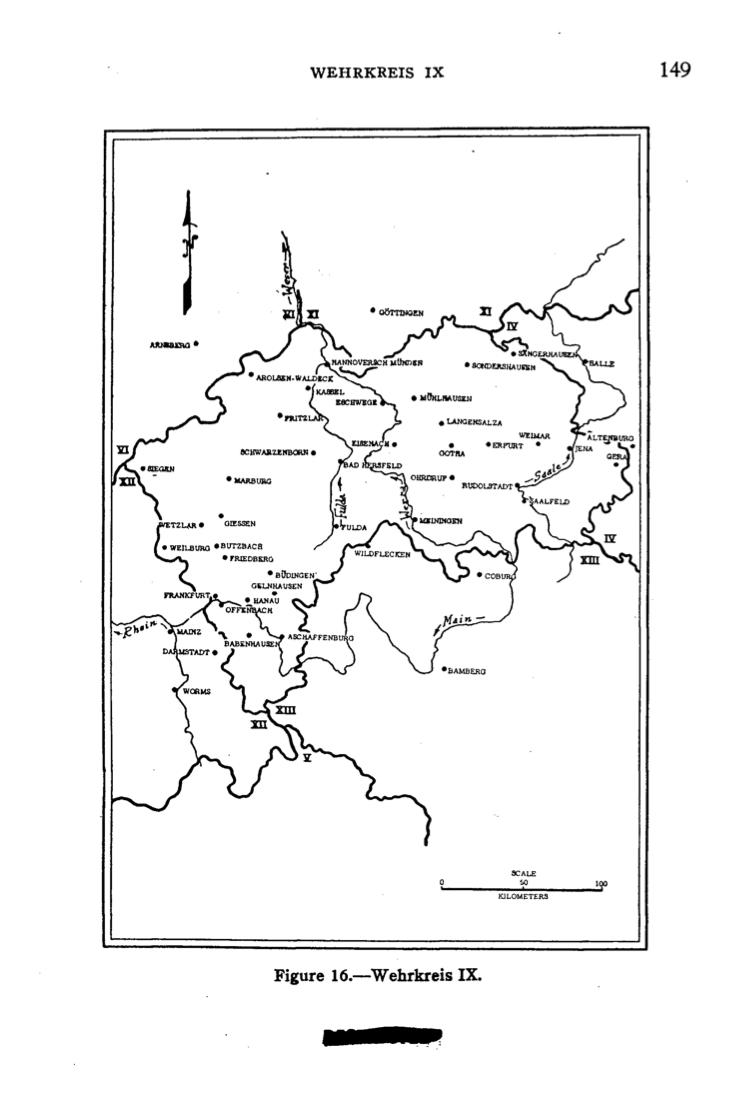
Carte de la 9e région militaire en 1944.

Le Wehrkreis IX (WK IX) était la 9e région militaire allemande. Elle est officiellement créée en 1935. Elle contrôlait la Hesse et la Thuringe occidentale.

## Historique et divisions administratives

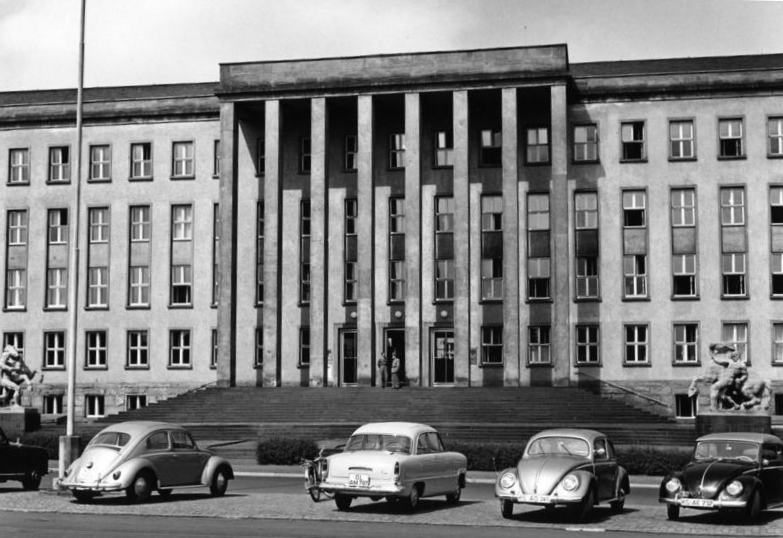
Siège du Wehrkreis IX (1958)

Le siège de la 9e région militaire est fixé à Cassel dans la Hesse. La région militaire est créée secrètement le 1er octobre 1934, avec la division du WK V de la Reichswehr. La région militaire porte, jusqu'en 1935, le nom de camouflage de Heeresdienstelle Kassel. 
Le siège de l'état-major de la 9e région militaire est édifié entre 1936 et 1938, d'après les plans de l'architecte Ernst Wendel, sur la Graf-Bernadotte-Platz de Cassel. De style néo-classique, son portique monumental est caractéristique de l'architecture nationale-socialiste. L'ancien siège de la 9e Région militaire abrite, depuis 1954, le Tribunal social fédéral.
- Cassel (Kassel)
- Frankfurt/Main
- Weimar

## Commandants et Gouverneurs (Befehlshaber)
Le commandant du Generalkommando IX. Armeekorps et gouverneur de la 9e région militaire:
- General der Artillerie Friedrich Dollmann 1er octobre 1934 - 26 août 1939 (mobilisation, voir le IX. Armeekorps)

Les gouverneurs de la 9e région militaire:
1. General der Infanterie Rudolf Schniewindt 26 août - 1er mai 1942
2. General der Infanterie Paul Otto 1er mai 1942 - 1er mai 1943
3. General der Infanterie Otto Schellert 1er mai 1943 - 15 janvier 1944
4. General der Kavallerie Philipp Kleffel 15 janvier 1944 - 16 avril 1944
5. General der Infanterie Otto Schellert 16 avril 1944 - 9 décembre 1944
6. General der Infanterie Theodor Petsch 9 décembre 1944 - mars 1945
7. General der Artillerie Maximilian Fretter-Pico mars 1945 - 8 mai 1945

## Sources
- Müller-Hillebrand, Burkhard. Das Heer 1933-1945. Frankfurt, Mittler & Sohn.
- Tessin, Georg. Verbände und Truppen der deutschen Wehrmacht und der Waffen-SS im Zweiten Weltkrieg 1939-1945. Biblio-Verlag, Bissendorf.